# Pierre Granier (Fußballspieler)
Pierre Granier (* 13. Oktober 1911 in Montpellier; † 16. Mai 1989 ebenda) war ein französischer Fußballspieler.

## Karriere
Ab 1930 spielte der Mittelfeldspieler Granier für den SO Montpellier, der damals zu den stärksten Mannschaften Frankreichs zählte und 1929 Pokalsieger des Landes geworden war. 1932 zählte der Verein zu den 20 Mitbegründern der Division 1, die als landesweite erste Liga eingeführt wurde und den Profifußball in Frankreich begründete. Die Südfranzosen zählten in den ersten beiden Jahren zum sportlichen Mittelfeld, ehe es in der Spielzeit 1934/35 zu einer deutlichen Verschlechterung kam und die Mannschaft am Saisonende abstieg. Granier wechselte daraufhin zum Zweitligisten OGC Nizza, der die Saison 1935/36 im Tabellenmittelfeld beendete. Ihm persönlich gelang dennoch die Rückkehr in die Erstklassigkeit, da er 1936 vom Vorjahressechsten Olympique Marseille verpflichtet wurde.
Für Marseille bestritt er im November 1936 sein erstes Pflichtspiel und wurde von da an regelmäßig berücksichtigt. In einer sehr ausgeglichenen Liga konnte sich Olympique an die Tabellenspitze setzen und unter Mitwirkung Graniers auch den FC Sochaux sowie den Racing Club Paris knapp distanzieren, wobei gegenüber Sochaux der bessere Torquotient den Ausschlag gab. Somit zählte er zur französischen Meistermannschaft von 1937, was auch für den Verein den ersten Titelgewinn dieser Art darstellte. In der nachfolgenden Spielzeit 1937/38 wurde der Mittelfeldspieler nur noch selten aufgeboten und musste sich mit Marseille im Kampf um eine mögliche Titelverteidigung dieses Mal dem FC Sochaux geschlagen geben.
1938 verließ der Spieler Marseille und wechselte in die zweite Liga zum FC Toulouse. Durch den Beginn des Zweiten Weltkriegs wurde 1939 der reguläre Spielbetrieb eingestellt, jedoch wurde die Meisterschaft inoffiziell weiter ausgetragen. Granier konnte dem Fußballspielen weiter nachgehen und kehrte zu seinem früheren Verein SO Montpellier zurück. Drei Jahre lang nahm er mit diesen an den Kriegsmeisterschaften teil, ehe er 1942 seine Laufbahn beendete. Er starb 1989 mit 77 Jahren in seiner Heimatstadt Montpellier.